# Aplikacja (zdobnictwo)

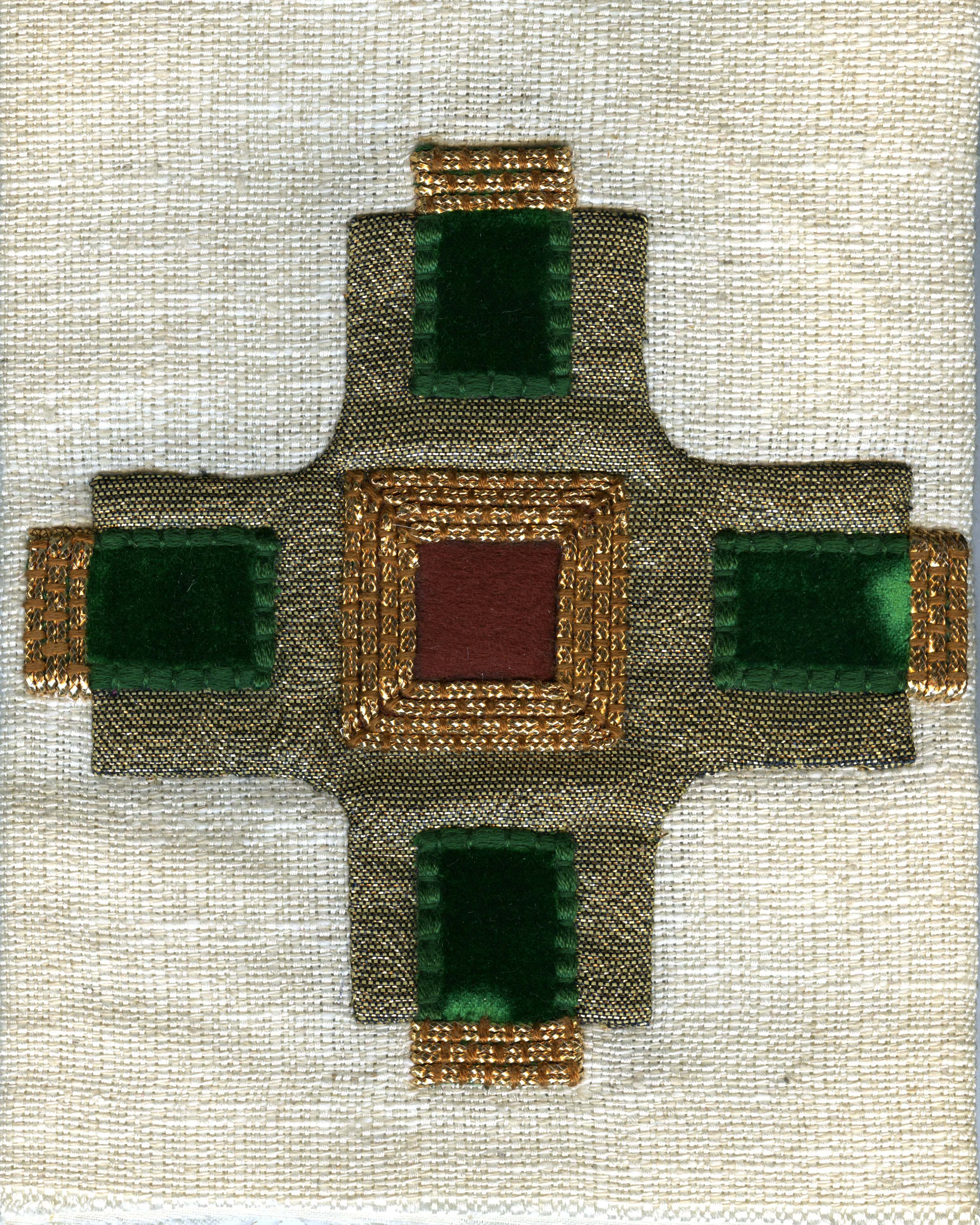
Przykład aplikacji tekstylnej

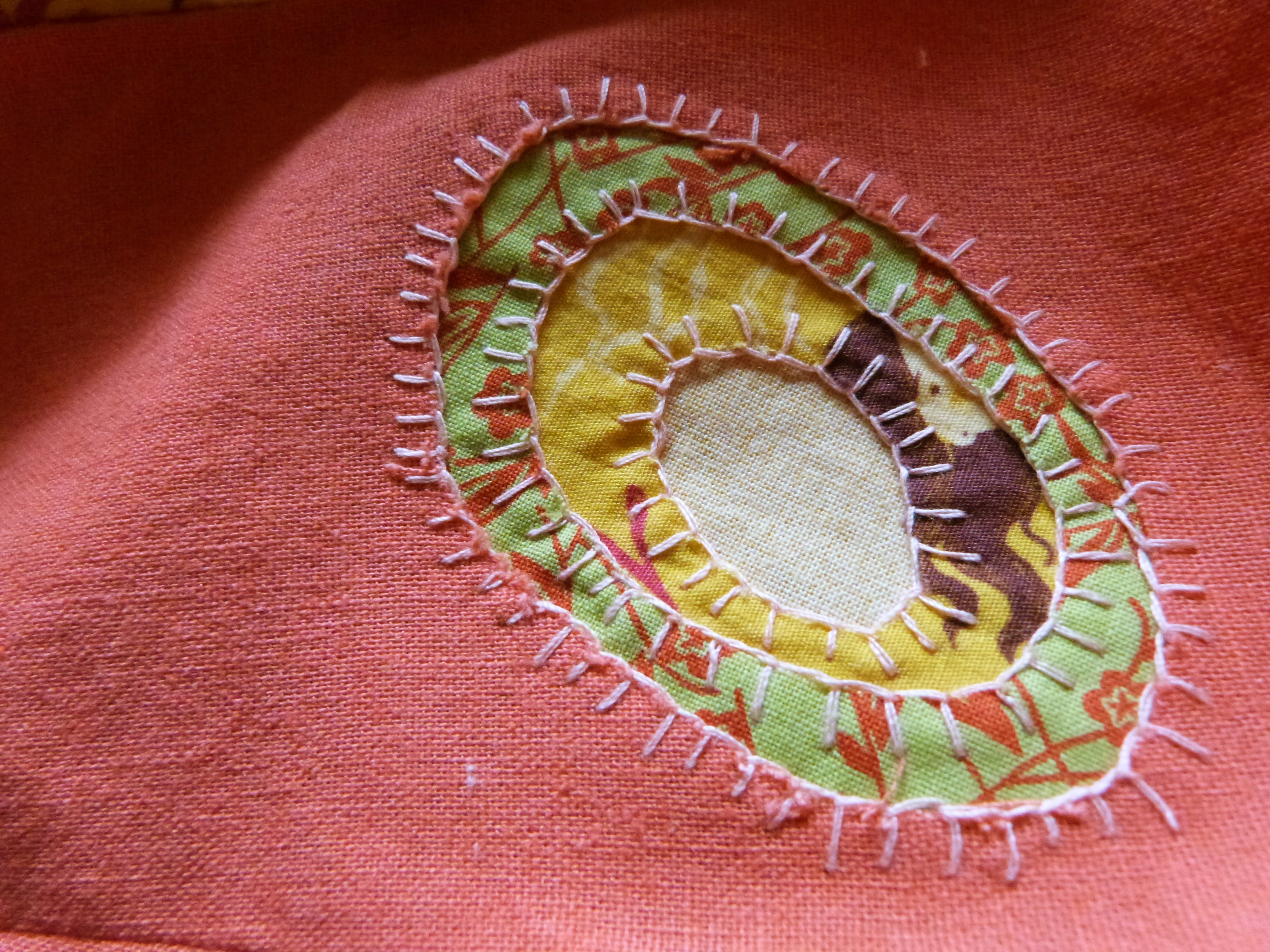
Wszyty motyw aplikacji (strona wewnętrzna)

Aplikacja (haft nakładany) – technika zdobienia polegająca na naszywaniu na tkaninę lub wszywaniu w wycięty w głównej tkaninie wzór, motywów dekoracyjnych wyciętych z innego rodzaju tworzyw albo tkanin o innej barwie.
W technice naszywanej wykorzystuje się fragmenty tkaniny, pasmanterie, koronki, koraliki, cekiny, a także uzupełnia haftem.
Aplikacja z wszywanym motywem, nazywana inkrustowaną lub mozaiką sukienną, polegała na tym, że w głównej tkaninie stanowiącej tło wycinano zaplanowany motyw i w to miejsce wszywano inną tkaninę. Najczęściej do tego typu dekoracji stosowano sukno (brzegi takiej tkaniny nie strzępią się).
Aplikacje przymocowywane były nićmi, ściegiem linijnym, rzadziej klejem, a połączenia aplikacji można ukryć lub wyeksponować.   
Rodzaje aplikacji: 
- aplikacja nieprzeświecająca – do której użyto grubych tkanin (aksamit, sukno)
- aplikacja prześwitująca – stosuje się tkaniny prześwitujące, np. tiul.

Technika ta znana była w starożytności. W Europie zachodniej stosowana od XIV wieku.
W Polsce aplikacja rozpowszechniła się w XVI wieku w związku z zainteresowaniem sposobem zdobienia namiotów tureckich (aplikacja zwana była robotą namiotniczą). Aplikacją obszywano ubiory, tkaniny dekoracyjne, szaty liturgiczne, baldachimy.
W XVIII wieku popularne były makaty z naszywanymi aplikacjami.
Ubiory zdobione taką techniką ponownie modne były w latach 20. XIX wieku. Niektóre elementy na tkaninie wypychane były watą bawełnianą, uzyskiwano w ten sposób efekt trójwymiarowości.
W latach 80. XIX wieku słynny francuski krawiec Charles Frederick Worth ponownie sięgnął w swoich kreacjach do techniki aplikacji. Aplikacja stosowana jest także współcześnie.